# Collegium Gostomianum
Collegium Gostomianum – szkoła średnia w Sandomierzu, jedna z najstarszych w Polsce, funkcjonująca od 1602 roku. Pierwotnie kolegium jezuickie ufundowane przez Hieronima Gostomskiego i rodzinę Bobolów. Od 1773 roku, po likwidacji zakonu jezuitów, szkoła świecka.

## Historia

### Kolegium jezuickie 1602-1773
Dawne kolegium jezuickie zostało ufundowane w 1602 roku przez wojewodę poznańskiego i kasztelana sandomierskiego Hieronima Gostomskiego. W połowie XVI w. Sandomierszczyzna była jednym z prężniejszych ośrodków innowierczych. Dość wspomnieć o arianach i akademii ariańskiej w Rakowie, drukarni w Baranowie Sandomierskim, kaplicach – zborach w Ublinku i Ujeździe. Jednocześnie w końcu tegoż stulecia zaznacza się wyraźny wpływ kontrreformacji, co było przyczynkiem do fundacji szkoły.
Gostomskiego w zamiarze budowy katolickiego kolegium popierał biskup krakowski Bernard Maciejowski, a pośredniczył w kontaktach Kacper Cichocki. Budynek szkoły został wzniesiony w latach 1604–1615. Budową kolegium kierował architekt zakonny ks. Michał Hintz. Prace przebiegały dość sprawnie i pierwszą część gmachu wykończono w 1609 roku. Po śmierci ojca, syn fundatora Jan Gostomski – starosta wałecki i dziedzic wielkiej fortuny – zapisał 7000 flor. płatnych po 1000 rocznie, które pozwoliły w 1610 roku pokryć dachem jedno skrzydło mające 20 sal i komnat oraz prowadzić budowę do roku 1615. W wykończonym pierwszym skrzydle w 1610 roku rozpoczyna się nauka w pierwszej z trzech klas gramatycznych – infimiea, w następnych latach kolejno w gramatyki i syntaxis. W 1615 roku otwarta zostaje humaniora z klasami poetyki i retoryki.
System nauki i program zatwierdzony był przez generała zakonu. W I klasie uczono języka łacińskiego, podstaw języka greckiego, gramatyki i ortografii języka polskiego. Nadmienić również należy, że do klasy pierwszej przyjmowano młodzież posiadającą umiejętność czytania i pisania, wraz z początkową znajomością łaciny po edukacji w szkołach parafialnych. Zależnie od poziomu i przygotowania młodzieży w kolejnych klasach uczono katechizmu, rachunków oraz wykładano dzieje świata starożytnego i chrześcijańskiego.
Pierwszym przełożonym kolegium jezuickiego w Sandomierzu był ks. prof. Sebastian Bobola (1586–1649). W 1630 roku przystąpiono do generalnej przebudowy klasztornego kościoła św. Piotra, który znajdował się w głównym kompleksie kolegium. W tym samym czasie, po przekazaniu bogatego księgozbioru przez ks. Cichockiego, w szkole powstaje biblioteka. W czasie wojen szwedzkich kolegium, jak i całe miasto, zostało zniszczone – spalono gmach szkolny i kościół św. Piotra. Odbudowa z braku środków ciągnęła się latami. Ostatecznie renowację kościoła zakończono w 1677 roku, a kolegium w 1685 roku. Pracami odbudowy kierował rektor ks. Stanisław Wdziemborski. Od północnej strony placu, w miejscu dzisiejszego obniżenia ogrodu, istniał od XVII wieku zwieńczony attyką barokowy budynek seminarium.
W 1712 roku otwiera swą działalność szkolna drukarnia. Była ona jedną z mniejszych jezuickich drukarni, ale do roku 1774 wydaje aż 167 pozycji. By ułatwić naukę młodzieży, w 1713 roku wydano podręczniki do nauki gramatyki języków niemieckiego i francuskiego, do teologii „Modula theologiae” Basenbauma, do geografii „Europa w częściach świata najprzedniejsza” Fr. Paprockiego, do historii „Fax chronologica” Masantiusa, „Historia naturalis curiosa Regini Poloniae” – dzieło Gabriela Rzączyńskiego. Drukowane są też podręczniki z ascetyki, liturgii i kaznodziejstwa, kazania Kowalickiego (1721,1725), Mruczyńskiego (1749,1752) i wiele innych pozycji.

### Szkoła świecka po 1773 roku
Po kasacie zakonu i majątków jezuitów w 1773 roku budynek kolegium przeznaczono na szkołę, niestety brak właściwej konserwacji i pielęgnacji doprowadza budynki do ruiny. Komisja Edukacji Narodowej poleca w 1787 roku architektowi Stanisławowi Zawadzkiemu dokonać pomiarów i lustracji obiektu. W okresie zaboru austriackiego do 1809 roku w kolegium mieści się szkoła nosząca nazwę gimnazjum, pięcioklasowa, z podobnym programem jak za czasów jezuitów; rektorem mianowanym przez komisję zostaje Michał Kubeszewski. Budynki mieszczące konwikty na terenie miasta przechodzą w ręce prywatne – po 1800 roli jeden z nich staje się własnością panów Kruzera i Dutreppiego. W czasie wojen napoleońskich podczas obstrzału artyleryjskiego, na przemian polskiego i austriackiego, w kolegium wybuchają pożary. Rabunek skarbca przy kościele św. Piotra, umieszczenie tam szpitala wojskowego w latach 1809–1813 dopełnia zniszczenia kościoła i południowego skrzydła kolegium. Budynek zniszczony pożarami, w latach 1820–1826, został odbudowany pod nadzorem Franciszka Reinsteina, z przeznaczeniem na siedzibę biskupią i szkołę wydziałową.

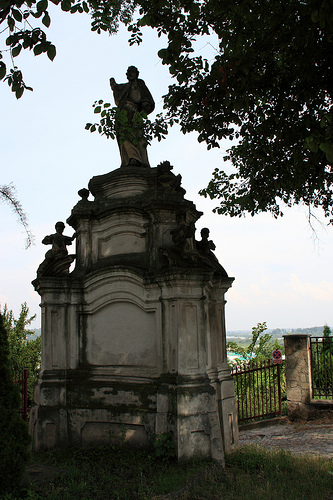
Pomnik Franciszka Ksawerego, jednego z założycieli Towarzystwa Jezusowego, stojący przed gmachem Collegium

Niedokończone pomieszczenia przeznaczone na siedzibę władz diecezji niszczeją. W części mieszczącej drukarnię ulokowane zostaje więzienie liczące 200 aresztantów i mimo protestów rodziców uczącej się we wschodnim skrzydle młodzieży, więzienie funkcjonuje do 1825 roku. Po roku 1863 wykładowców polskich zastępują Rosjanie. Mimo oficjalnego zakazu używania języka polskiego w szkole, rozmowy między Polakami nadal są toczone w ojczystym języku. Wraz z wybuchem wojny rosyjsko-japońskiej ucisk władz rosyjskich nieco zmniejszył się, zwłaszcza po klęsce w Port Artur.
W II połowie XIX wieku rozebrano skrzydło południowe i kościół św. Piotra (wzmiankowany od 1166 roku), stojący na środku dziedzińca. Zachowało się najstarsze, wschodnie skrzydło, na skraju sandomierskiej skarpy, na której znajduje się całe stare miasto. Odrodzenie Polski po 1918 roku postawiło przed polską szkołą nowe wyzwania, np. marginalizacja zjawisk związanych z zaborami, likwidacja analfabetyzmu, wychowanie nowych obywateli. Gimnazjum sandomierskie reaktywowane przez Konsorcjum w 1915 roku bardzo żywo reagowało na zmieniającą się rzeczywistość. W 1916 roku powstaje, działająca do dziś, szkolna gazetka „Spójnia”, będąca pod stałym patronatem Aleksandra Patkowskiego – społecznika, podróżnika i pedagoga, zwanego „ojcem regionalizmu polskiego”. Pismo redagowane anonimowo przez uczniów, zawiera szereg odniesień do życia codziennego szkoły, ale również echa wydarzeń krajowych, a nawet sporów politycznych i filozoficznych.
Autorem pierwszego naukowego opracowania na temat Collegium był historyk sztuki i archeolog Witold Kieszkowski.
Popadający w ruinę obiekt poddano trwającemu kilkanaście lat generalnemu remontowi i oddano na siedzibę I LO w Sandomierzu w 2001 roku. W następnym roku do użytku oddano także salę gimnastyczną, zlokalizowaną w częściowo zrekonstruowanym południowym skrzydle.
W rankingu szkół średnich w 2006 roku liceum znalazło się na 4. miejscu w województwie świętokrzyskim i 125. w Polsce. W tym samym roku maturę w Collegium Gostomianum zdało 100% absolwentów, dzięki czemu szkoła znalazła się na 1. miejscu w województwie świętokrzyskim.
Od 2020 r. dyrektorem szkoły jest Joanna Pieronkiewicz-Szpernal, która wygrała konkurs na to stanowisko po przejściu na emerytuję dotychczasowego dyrektora Krzysztofa Zielińskiego. Pełnił on tę funkcję przez 15 lat.

## Architektura
Collegium Gostomianum liczy sobie 6 kondygnacji, w tym 3 poniżej poziomu gruntu. Budynek zachował pierwotny układ przestrzenny, dekorację sklepień oraz unikalną w skali kraju – eliptyczną klatkę schodową. Collegium Gostomianum to bezsprzecznie jeden z najważniejszych zabytków Sandomierza. Wzniesione w miejscu starej osady z parafią św. Piotra jest świadkiem intelektualnej przeszłości miasta. Kolegium było jedną z pierwszych szkół średnich nowego typu, jakie z powodzeniem wprowadzał między innymi zakon jezuitów nie tylko na obszarze Polski.

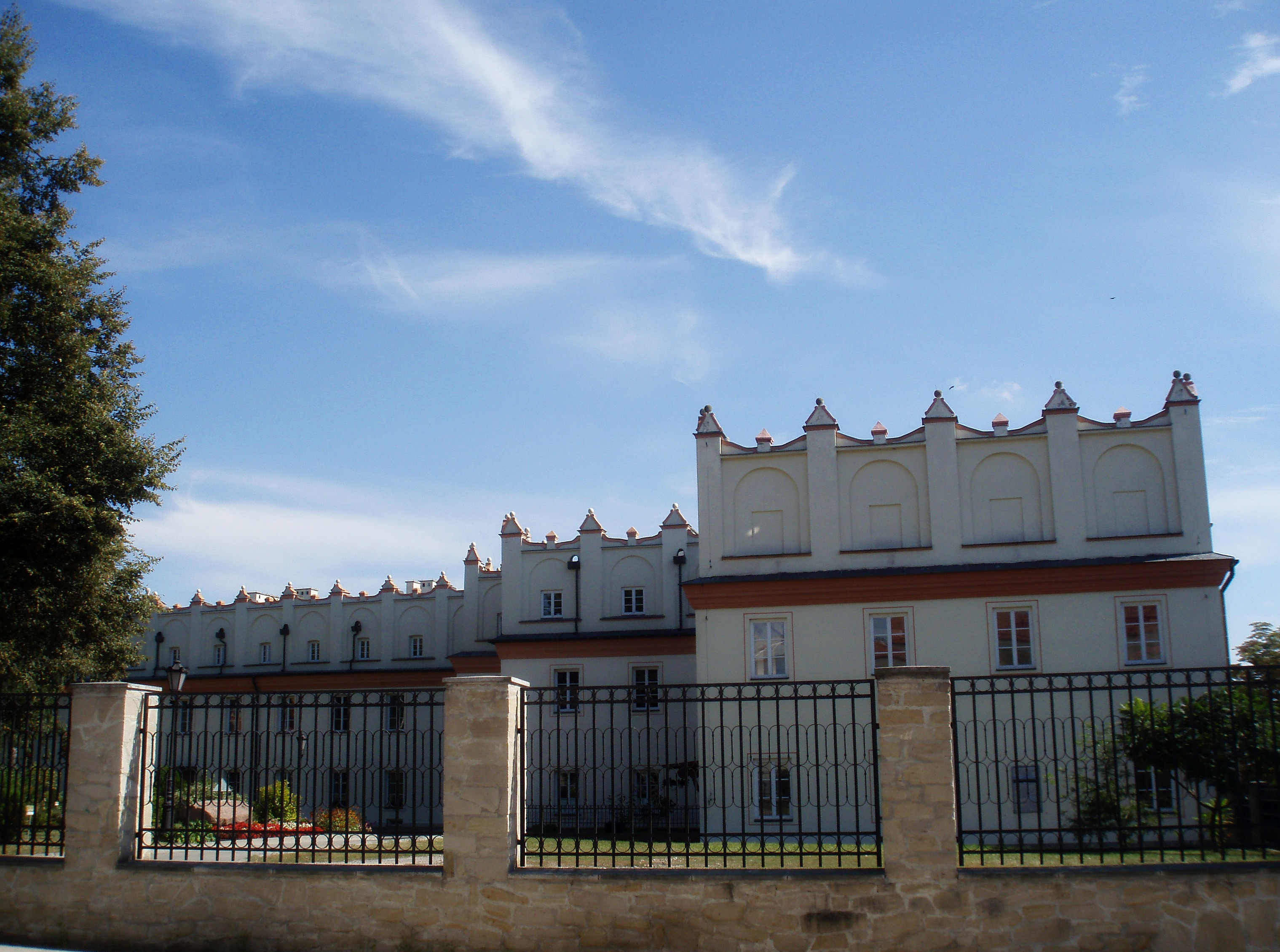
Budynek szkoły od strony zachodniej

Projekt kolegium wykonano w Rzymie i przesłano do Sandomierza do realizacji. Na projekcie, w południowo-wschodnim narożniku projektowanej budowli linią przerywaną, taką, jaką zaznaczono rzut kościoła św. Piotra, wrysowano rzut budowli, w przestrzeni której mieści się „refektarz”. Rzut pokrywa się z pozostałościami murów zachowanych w różnej wysokości: ściana południowa zachowana jest tylko w poziomie piwnic, ściany wschodnia i zachodnia w poziomie suteren, natomiast ściana północna zachowała się niemal w pełnej wysokości wraz z kominem, na którym widnieją relikty dekoracji w postaci sgraffitowych bonii. Praktyką zakonu było utrzymywanie zespołów projektantów – architektów wykształconych w Rzymie, którzy wykonywali plany budowlane kościołów i klasztorów w oparciu o nadesłane informacje o warunkach terenowych. Taką praktykę zastosowano m.in. dla kolegiów w Nieświeżu, Lublinie czy Lwowie. Zakon utrzymywał także zespół budowniczych, którzy realizowali przygotowane projekty, kierując budową w terenie. „I projekt” zatytułowany „Collegii Sandomiriensis” przechowywany jest w Bibliotece Narodowej w Paryżu. Plan zawiera projekt kolegium składającego się z dwóch skrzydeł, flankujących od wschodu i od południa istniejący kościół św. Piotra.

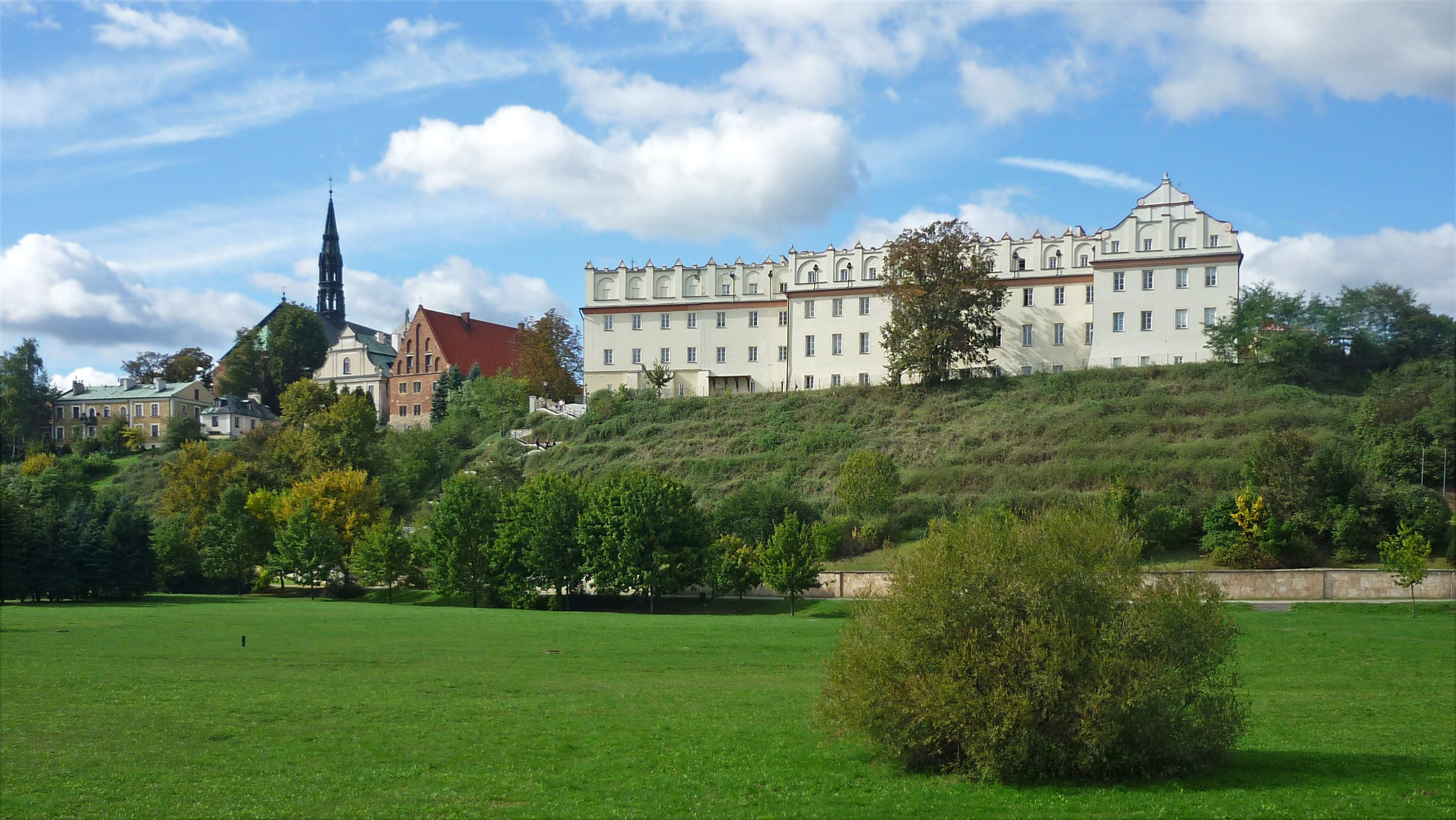
Collegium Gostomianum na tle panoramy miasta

Od zachodu, przed kościołem w linii budynku seminarium, wzniesiono figurę Franciszka Ksawerego, jezuity, patrona misji. Układ skrzydeł kolegium zakończonych formami pawilonowymi, obejmujący i otwierający się do głównego placu kościelnego, prezentuje pałacowo-rezydencjonalny typ architektury klasztornej. Zapoczątkował go Massimo Milanesi w niezrealizowanym projekcie dla kolegium w Jarosławiu (1576). W Sandomierzu elementem integrującym całość niezbyt regularnego założenia jest wysoka attyka. Późnorenesansowa attyka ma pewne analogie do wcześniejszej attyki dworu w Pabianicach, gdzie zastosowano podobny schemat kompozycyjny, z tym że w poszczególnych przęsłach znajdują się dwie lub trzy wnęki arkadowe. Wyjątkowość sandomierskiej attyki, w istocie schematycznej i prymitywnej, polega na zastosowaniu jej w gmachu klasztornym, jak i na pomysłowym ukryciu za jej potężnym fryzem kondygnacji użytkowej. Układ przestrzenny pomieszczeń skrzydła południowego sandomierskiego kolegium, tak w I, jak i w II projekcie z XVII w., nawiązuje do układów spotykanych w większości kolegiów jezuickich. Na parterze trakty komunikujące pomieszczenia skupione wokół dziedzińców zostały rozwiązane w formie arkadowych krużganków. Przestrzeń na piętrze ponad krużgankami wykorzystano na szereg pomieszczeń, tworząc na piętrze układ dwuipółtraktowy. W skrzydle wschodnim – szkolnym na wszystkich kondygnacjach zastosowano układ półtoratraktowy z korytarzem od strony zachodniej, czyli placu kościelnego.

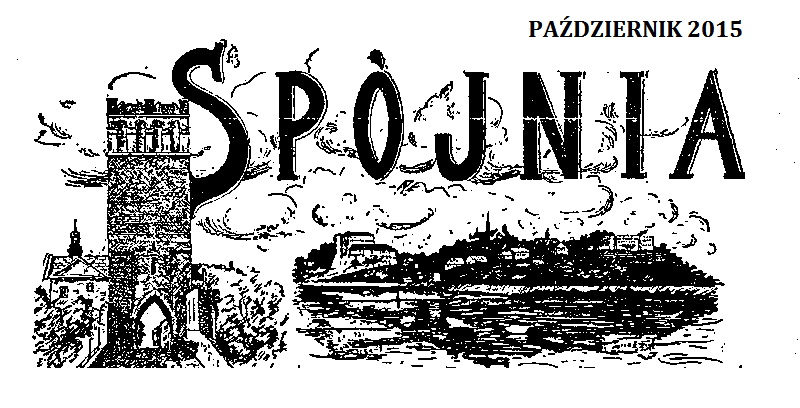
Logo gazetki szkolnej „Spójnia”, działającej od 1916 roku

## Confraternitas Gostomianum

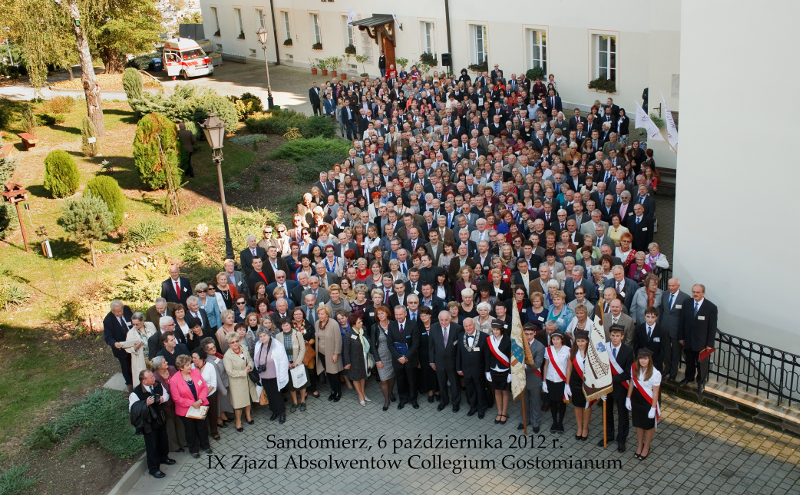
IX Zjazd Absolwentów Collegium Gostomianum w 2012 roku

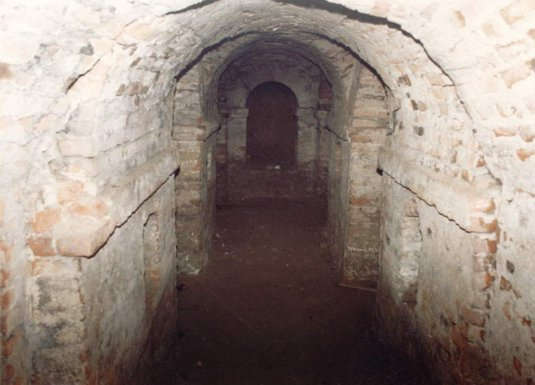
Katakumby

Stowarzyszenie powstało w dniu 7 października 1990 roku podczas V Zjazdu Absolwentów Collegium Gostomianum. Jednym z inicjatorów jego powstania i pierwszym Kanclerzem Kapituły Stowarzyszenia był Zdzisław Trębski (matura 1954). Pierwsze posiedzenie prowadziła Wanda Madejczyk (matura 1946) – Prezes Klubu Miłośników Sandomierza w Warszawie. Najwyższą władzą Stowarzyszenia jest Walne Zgromadzenie Członków, które zwołuje Kapituła co najmniej jeden raz na pięć lat (zwyczajowo przyjęto, że jest to przy okazji Zjazdu Absolwentów). W okresach między zjazdami działalnością kieruje Kapituła Stowarzyszenia. Głównym celem Stowarzyszenia, zapisanym w Statucie jest rozwijanie i propagowanie inicjatyw, postaw i działań sprzyjających rozwojowi I Liceum Ogólnokształcącego w Sandomierzu.
Najbardziej spektakularnym wydarzeniem w dziejach szkoły był obchodzony w 2002 roku jubileusz 400-lecia jej powstania. Przewodniczącym Komitetu Organizacyjnego Obchodów był ówczesny Kanclerz „Confraternitas Gostomianum” prof. Stanisław Adamczak, rektor Politechniki Świętokrzyskiej w latach 2008–2016. Uroczystości zgromadziły wielu znakomitych gości i były połączone z VII Zjazdem Absolwentów, których przybyło do Sandomierza ponad tysiąc.
Na Walnym Zgromadzeniu Członków 22 lutego 2008 roku ustanowiono tytuł Honorowy Kanclerz, który jest przyznawany za szczególne zasługi w działalności Stowarzyszenia. Tytułem tym uhonorowano dotychczas następujące osoby:
- Zdzisława Trębskiego – współzałożyciela i I Kanclerza Stowarzyszenia
- Barbarę Lisowską-Paterek – współzałożyciela i wieloletniego Wicekanclerza (matura 1962)
- Stanisława Adamczaka – Przewodniczącego Komitetu Obchodów 400-u lecia i Kanclerza

## Pomnik historii

Logo „Pomnik Historii”

22 listopada 2017 roku decyzją Prezydenta RP Andrzeja Dudy na wniosek Ministra Kultury i Dziedzictwa Narodowego Piotra Glińskiego, po uzyskaniu opinii Rady Ochrony Zabytków, wpisano sandomierski historyczny zespół architektoniczno-krajobrazowy na listę pomników historii, przyznawany zabytkom nieruchomym o szczególnej wartości historycznej, naukowej i artystycznej, utrwalonym w powszechnej świadomości i mającym duże znaczenie dla dziedzictwa kulturalnego Polski. Obszar tego pomnika obejmuje zabytki sandomierskiej starówki, w tym między innymi bazylikę katedralną, sandomierskie kościoły pw. Nawrócenia świętego Pawła, pw. św. Jakuba, pw. św. Michała, pw. św. Józefa, pw. Ducha Świętego, Dom Długosza, średniowieczny układ urbanistyczny miasta, Brama Opatowska, ratusz, Collegium Gostomianum, Wąwóz Królowej Jadwigi i Wąwóz Piszczele.